# 凌源东站
凌源东站是一个锦承线上的铁路车站，位于辽宁省凌源市城关镇，建于1934年，目前为三等站，邮政编码为122500。目前客运：办理旅客乘降；行李、包裹托运；货运：仅办理专用线、专用铁道整车货物发到。

## 停靠车次
（2017.7.1列车运行图调整后）
凌源，承德，（建昌经由）锦州方向
4255次（普快）09：24到，09：28开 终到锦州站（建昌经由）
2067次（普快）16：18到，16：20开 终到承德站（本车次经常晚点18-20分钟）
叶柏寿方向
4256次（普快）17：44到，17：46开 终到叶柏寿站
2067次的对开车次2068次经由本站，但是并不在本站停车。
本站经由货车较多，此处不一一列举。